# Provincia di Nuoro
La provincia di Nuoro (provìntzia de Nùgoro in sardo) è una provincia italiana della Sardegna che si estende per 3.784km² con una popolazione di 198 184 abitanti, istituita con RDL 2 gennaio 1927, n. 1. Affacciata a est sul Mar Tirreno, confina a nord-ovest con la città metropolitana di Sassari, a sud-est con la provincia dell'Ogliastra,a nord-est con la provincia della Gallura Nord-Est Sardegna, a ovest con la provincia di Oristano, a sud con la città metropolitana di Cagliari. È la provincia italiana con la densità di popolazione più bassa.

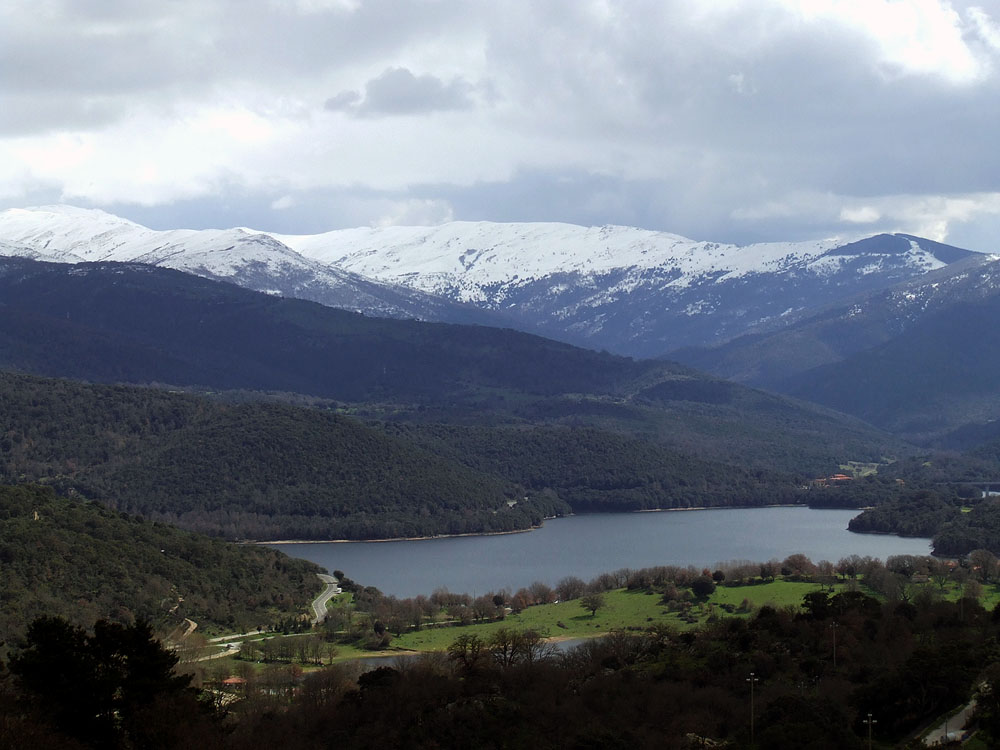
Vista sui monti del Massiccio del Gennargentu ed il lago di Gusana

## Geografia fisica
La provincia di Nuoro, nonostante le decurtazioni e i passaggi di comuni sotto altri enti, operate dal 2012 al 2016 comprende sempre il cuore montano dell'isola, che culmina con le punte del Gennargentu, a sud del capoluogo; a est si stende, comprendendo il monde Albo, sino a una larga fascia di costa tirrenica; a ovest sino alla Planargia comprendendo Sindia.

## Storia
La storia della provincia è legata in gran parte a quella del capoluogo; Nuoro a partire dalla fine del XVIII secolo rivestì un ruolo sempre più centrale dal punto di vista amministrativo culturale e politico sui territori circostanti.
Nel 1779 Papa Pio VI scelse Nuoro come sede vescovile della ricostituita diocesi di Galtellì.
Nuoro divenne sede del Tribunale di Prefettura nel 1807, e sede di provincia nel 1821 sino al 1848 quando venne soppressa e trasformata in divisione amministrativa e di Intendenza. Questo organismo fu a sua volta abolito nel 1859 con il decreto Rattazzi, anno in cui furono ripristinate le province; Nuoro però non fu più capoluogo ma semplice sottoprefettura ricadendo sotto la provincia di Sassari. Vi furono manifestazioni di protesta talvolta represse della forza pubblica. Dal 1860 in poi furono presentate in Parlamento varie proposte di ricostruzione della provincia ma tutte vennero bocciate, nel 1913 vi fu la proposta del Deputato Giorgio Asproni ma anche stavolta non si prese in considerazione. Avendo già assunto almeno moralmente questo ruolo, ed essendola in pratica già stata nel secolo precedente, Nuoro ridivenne provincia durante il fascismo, nel 1927, e contava 7 regioni storiche: Barbagie, Baronie, Ogliastra, Marghine, Planargia, Sarcidano e Montiferru. Il regime nominò primo presidente il Prefetto Ottavio Dinale che si adoperò presto per la costruzione delle più importanti infrastrutture pubbliche in città e nella provincia. I rapporti del regime con la popolazione passarono attraverso la mediazione di alcuni artisti, i quali imposero il rispetto di forme culturali autoctone, nonostante le politiche di unificazione nazionale. Nel 1935 a Nuoro e provincia (Tortolì, Lanusei, Desulo, birori Dorgali, Orani, Bosa e Macomer) si ebbero le visite di Benito Mussolini. Durante la seconda guerra mondiale in provincia si ebbero molti bombardamenti come a Macomer e al porto di Arbatax il 23 aprile 1943, che costò la vita a 13 persone, il capoluogo non venne mai bombardato sebbene in caso di bombardamento la città fosse provvista dei rifugi antiaerei nuoresi sotterranei.
A seguito dell'emanazione dello Statuto speciale per la Sardegna, con L. Cost. 26 febbraio 1948 n.3, la provincia di Nuoro e le altre due "provincie storiche" di Cagliari e Sassari diventano enti amministrativi di secondo livello di rilevanza costituzionale, in quanto previste dall'art.43 dello Statuto, a differenza delle successive province costituite con legge ordinaria regionale.
Agli inizi degli anni settanta in provincia tramite i finanziamenti della Cassa del Mezzogiorno vi fu una massiccia opera di industrializzazione con la costruzione del petrochimico di Ottana e della cartiera di Arbatax, fino agli anni 2000 questi impianti diedero lavoro a numerose maestranze.
In seguito ai referendum in Sardegna del 2012, e al progetto di abolizione o riforma delle province in Sardegna approvato dal Consiglio Regionale il 24 maggio 2012, secondo gli intendimenti della Regione la Provincia di Nuoro avrebbe dovuto dar vita a un nuovo ente amministrativo o essere abolita il 1º marzo 2013, scadenza poi prorogata al 1º luglio 2013. In tale data tuttavia la provincia non è stata commissariata, come successo a 5 delle 8 province sarde, proseguendo la sua regolare attività. Al presidente Deriu, eletto consigliere regionale nel 2014, è succeduto alla carica di presidente il suo vice Costantino Tidu (già sindaco di Teti).
Il 16 giugno 2015 la Provincia viene commissariata dalla giunta regionale con la nomina di Sabina Bullitta, prima donna in 90 anni chiamata a governare la Provincia di Nuoro.
Il 19 aprile 2016 la giunta regionale nomina quale commissario della provincia Alessandra Pistis. Il 10 ottobre dello stesso anno il commissario straordinario Pistis si dimette dalla carica dell'ente, il giorno successivo la giunta regionale nomina Maria Cristina Madeddu nuovo commissario.
Il 24 dicembre 2016 ritorna alla guida dell'ente Costantino Tidu a seguito delle dimissioni della Madeddu.
Con la legge regionale 23 ottobre 2023 n. 9 è stato stabilito che le elezioni provinciali si dovranno tenere entro il 30 giugno 2024.

### Modifiche territoriali
- Nel 1974, con legge 16 luglio 1974, n. 306[10],  i comuni di Cuglieri, Scano di Montiferro e Sennariolo (appartenenti alla subregione storica del Montiferru) e il comune di Tresnuraghes (della subregione della Planargia), vennero scorporati dalla provincia di Nuoro per andare a formare la costituenda provincia di Oristano.
- Nel 2005, con legge regionale 12 luglio 2001, n. 9[11] divenuta operativa successivamente alle elezioni amministrative dell'8-9 maggio 2005[12], a seguito della creazione delle nuove province e della ridefinizione delle circoscrizioni provinciali preesistenti, la provincia di Nuoro perse 48 comuni. San Teodoro e Budoni passarono alla provincia di Olbia-Tempio. I 21 comuni della subregione storica dell'Ogliastra e i comuni di Seui e Ussassai (della subregione della Barbagia di Seulo) si staccano per creare la provincia dell'Ogliastra. I restanti 8 comuni della subregione della Planargia (tranne Sindia) e i comuni di Genoni e Laconi (appartenenti alla regione del Sarcidano) entrarono a far parte della provincia di Oristano. I restanti 9 comuni della regione del Sarcidano, i restanti 3 comuni della Barbagia di Seulo e il comune di Escalaplano (regione del Sarrabus-Gerrei) passarono alla provincia di Cagliari.
- Nel 2016, con legge regionale 4 febbraio 2016, n. 2[13], a seguito della soppressione delle quattro provincie istituite nella precedente riforma, la provincia di Nuoro acquisisce i 22 comuni della soppressa provincia dell'Ogliastra (ad eccezione di Seui, passata alla provincia del Sud Sardegna).
- Nel 2024, con legge regionale 12 aprile 2021, n. 7[14], divenuta operativa in seguito al pronunciamento favorevole della Corte Costituzionale[15] e all'approvazione dell'emendamento del 13 aprile 2023[16] da parte del Consiglio regionale della Sardegna, la provincia di Nuoro perde i 22 comuni della nuovamente costituita provincia dell'Ogliastra, e acquisisce il comune di Seulo dalla soppressa provincia del Sud Sardegna. Pertanto la provincia di Nuoro si ricostituisce in 53 comuni con un assetto simile a quello 2005-2015.

### Simboli

Gonfalone provinciale

Lo stemma è stato concesso con regio decreto del 6 dicembre 1928.
Si divide in due parti: in quella superiore si trovano raffigurate cinque montagne, a rappresentare le cinque regioni storiche che formano la provincia (Ogliastra, Marghine, Barbagia, Baronia e Sarcidano) che sono sormontate da un'aquila in volo che potrebbe essere un riferimento al regime fascista che istituì la provincia nel 1927, o alla famiglia Doria, presente in Sardegna dal XII al XIV secolo. Nella parte inferiore si trova raffigurato un nuraghe, a testimoniare la numerosa presenza dei nuraghi nel territorio, e un sole nascente che rappresenta la città capoluogo: Nuoro. Dal 1933 al 1943 era ornato dal capo del Littorio.
Lo stemma provinciale si trova nel gonfalone ufficiale provinciale partito di azzurro e di verde, colori presenti nello stemma di Nuoro.

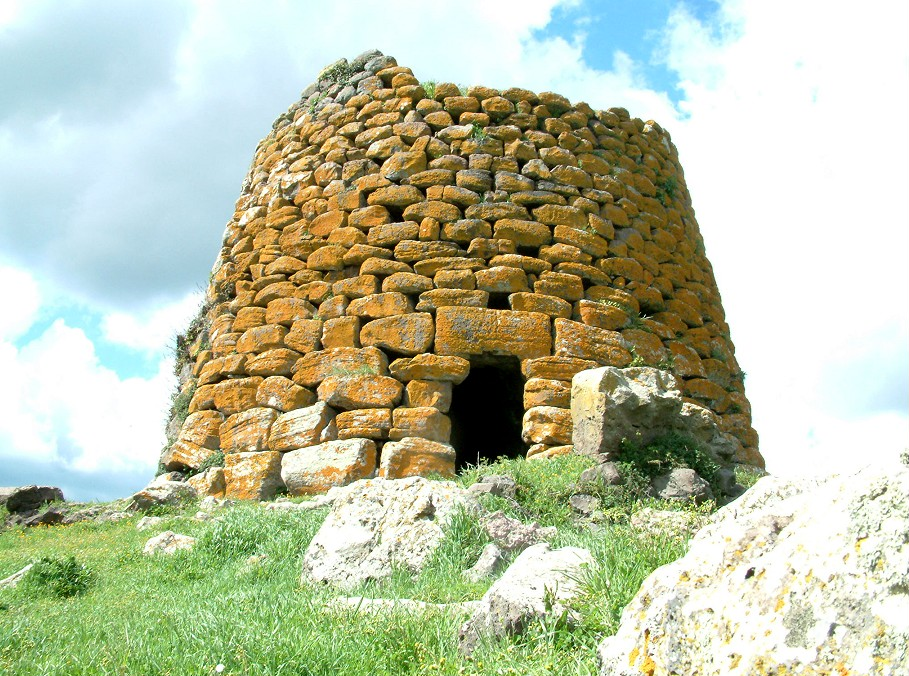
Macomer S.S.129bis per Bosa - Nuraghe Succuronis

## Monumenti e luoghi di interesse

### Siti archeologici e monumenti antichi
La provincia di Nuoro è molto ricca di monumenti antichi. Dai nuraghi, ai menhir, alle domus de Janas (letteralmente case delle fate), tombe dei giganti, ai veri e propri villaggi nuragici. Testimonianze antiche le troviamo nella cosiddetta "valle dei nuraghi", un territorio compreso fra i comuni del nuorese e del Marghine. Nel capoluogo si contano numerosi edifici nuragici e anche veri e propri villaggi ad essi annessi (Nurdole, Ugolio, Tanca Manna ecc.), nelle campagne fra Nuoro e Mamoiada si trova il nuraghe su Saiu, il nuraghe sa Tanca e s'Ena e il nuraghe Gabutele. A Orani si trova il complesso nuragico di Nurdole, mentre a Orune troviamo la fonte sacra Su Tempiesu, nelle campagne di Bitti si trova il complesso nuragico di Su Romanzesu, a Dorgali abbiamo il complesso di Serra Orrios e in territorio di Oliena Tiscali, Carros e il villaggio di Sòvana. A Orgosolo si trova il Nuraghe Mereu, mentre nel Marghine troviamo i nuraghe Santa Sarbana, Orolio nella strada fra Bortigali e Silanus; Santa Barbara, Succuronis e Tamuli a Macomer e il nuraghe Orolo (uno dei pochi a forma conica presenti nella provincia) a Bortigali. Interessanti tracce di accampamenti romani sono presenti nel capoluogo e nei dintorni. Inoltre a Desulo troviamo il nuraghe più alto della Sardegna in località "Ura 'e Sole" (1300 m).

## Società

### Lingua e dialetti
La lingua propria della provincia di Nuoro è il sardo; quattro sono i dialetti di tale lingua parlati principalmente in territorio provinciale, tutti afferenti alla sfera logudorese: il baroniese, il barbaricino, il nuorese e il logudorese centrale. 

### Tradizioni e folclore

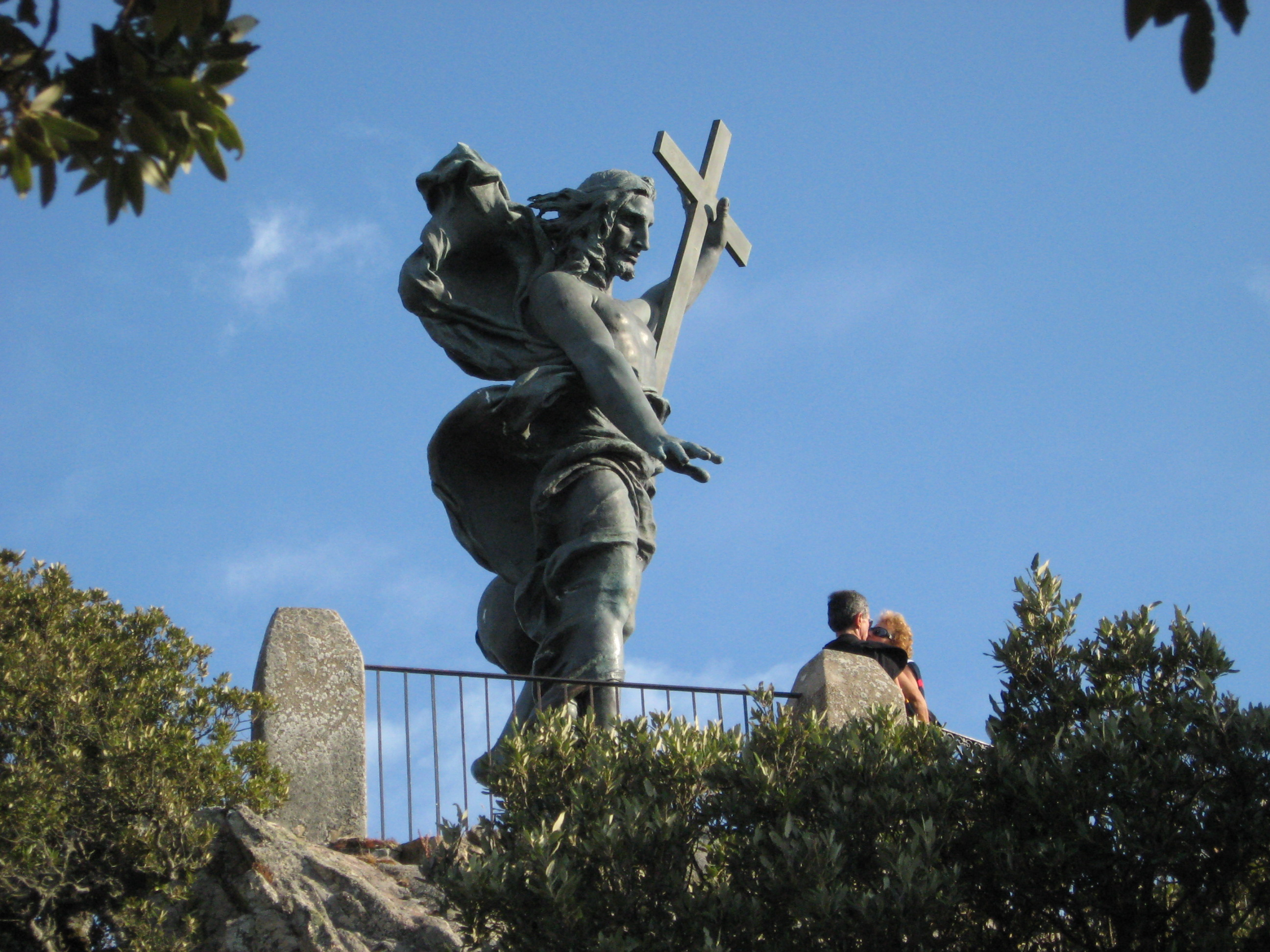
La statua del Redentore

Alcune importanti manifestazioni culturali che hanno luogo nei paesi della provincia sono legate alla vita religiosa delle comunità. A gennaio si comincia con la festa di Sant'Antonio Abate a cui sono dedicati i numerosi fuochi che vengono accesi nei paesi della provincia. Nel periodo del Carnevale si svolgono manifestazioni con la partecipazione delle maschere tipiche delle zone dell'interno e con la preparazione dei tipici dolci carnevaleschi (cattas, zeppole, fatti fritti, orillette), a pasqua si rinnovano nei paesi i riti della Settimana Santa con le varie manifestazioni (s'incontru e iscravamentu), a luglio si tiene a Ortueri e in altri paesi della provincia il rito della trebbiatura che si tramanda da molte generazioni, a Tortolì la festa di Stella Maris e ad agosto la sagra del Redentore a Nuoro. Essa vede la partecipazione di gruppi folk dell'intera isola e la numerosa presenza di turisti da ogni parte dell'Italia e anche dall'estero, le celebrazioni durano in tutto due settimane e si dividono in civili e religiose. In autunno nei paesi dell'interno si svolgono numerose manifestazioni di carattere enogastronomico e culturali come Cortes Apertas nei paesi dell'interno. Suggestive le feste in onore di Sant'Andrea a Tortolì (30 novembre) e si San Nicola a Baunei il 6 dicembre. Per Natale non si fanno particolari manifestazioni; in qualche paese si festeggia santa Lucia.

### Maschere tradizionali

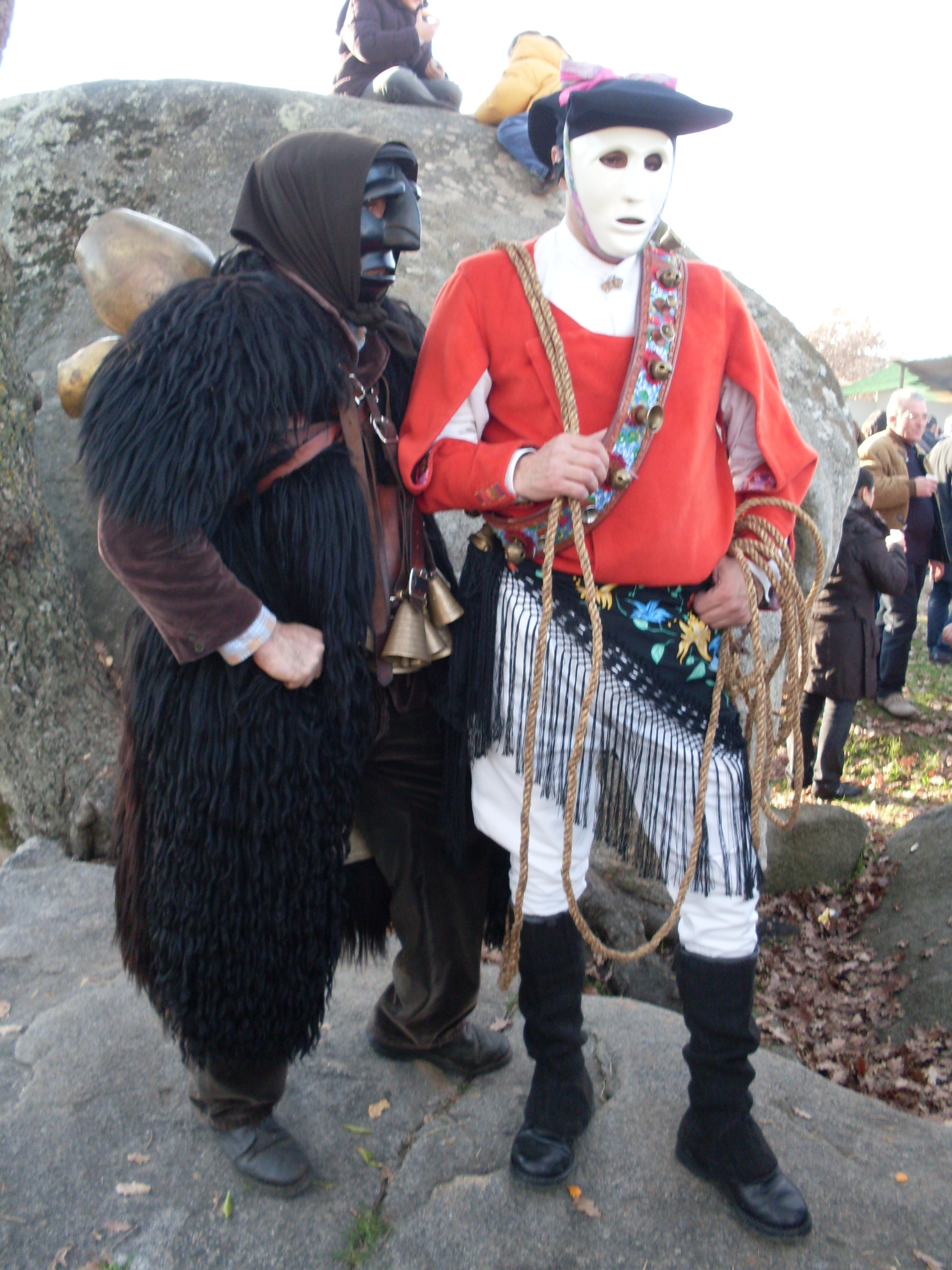
Mamuthone e Issohadore, maschere tipiche di Mamoiada

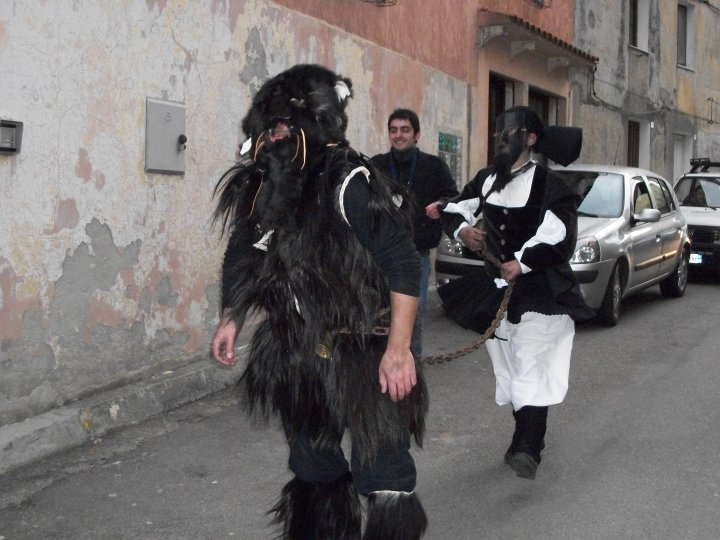
Scene del carnevale ulassese: le maschere de s'Ursu e de s'omadori.

In Provincia di Nuoro il carnevale è particolarmente sentito e festeggiato, si può dire che quasi ogni paese abbia la sua maschera tradizionale. Esse sono tramandate e usate da secoli e sono state oggetto di numerosi studi antropologici. Fra le più famose abbiamo sos mamuthones di Mamoiada, Maimones, Murronarzos e Intintos di Olzai, sa maschera e gattu di Sarule, sos bundos di Orani, sonaggiaos e s'urtzu di Ortueri, sos boes e merdules di Ottana, sos turpos di Orotelli, su maimone di Oniferi, su battileddu di Lula, s'urtu di Fonni, sos Colonganos di Austis, sos Intintos di Ovodda, Coli Coli di Tiana, Su Maimulu di Ulassai. Secondo gli studiosi sono riconducibili a riti propiziatori e dionisiaci che i sardi antichi facevano per scacciare gli spiriti maligni o per ottenere un buon raccolto.
I mamuthones sono vestiti con una giacca di pelle di pecora nera (sa mastrucca in sardo, una giacca usata in passato dai pastori sardi) e hanno fissati sul dorso una carica di campanacci (alcune pesanti anche trenta chili), portano poi in faccia una maschera di legno tinta di nero raffigurante un'espressione triste e malinconica, la maschera è annodata alla fronte con un fazzoletto di colore marrone. I mamuthones sono guidati da un issohadore che veste il costume tradizionale di Mamoiada, porta avvolto in vita uno scialle ricamato con disegni variopinti e in faccia, sotto la berrita, porta una maschera bianca legata con un fazzoletto colorato (simile a quella della Sartiglia di Oristano) detta in sardo "maschera e santu". Compito degli issohadores e quello di guidare il corteo e di acchiappare scherzosamente con una fune (sa socca) gli spettatori. I mamuthones in gruppo di 12 sfilano a carnevale per le vie del paese, la loro prima uscita si ha nel giorno di sant'Antonio in occasione dei fuochi votivi tradizionali che segnano in Sardegna l'inizio del carnevale.
I mamuthones a Mamoiada compaiono in numero fisso, sono sempre dodici. Tale numero dodici, secondo Dolores Turchi, sarebbe dato dalle lunazioni, una per ogni mese dell'anno, giacché le vittime erano destinate alla divinità lunare. Secondo la stessa autrice, la conferma che i mamuthones fossero le vittime da sacrificare per ottenere piogge abbondanti, parrebbe darcela un'usanza che ancora si praticava nei primi decenni di questo secolo in parecchi paesi della Barbagia e dell'Ogliastra. Quando la siccità minacciava la vita degli uomini e delle bestie, si era soliti prelevare dall'ossario del cimitero dodici crani e immergerli nell'acqua fintanto che arrivava la pioggia. A Urzulei, si precisa che tale pratica era così efficace e le piogge cadevano con tanta violenza che bisognava andare subito a rimettere i teschi nell'ossario perché la pioggia cessasse.
Secondo una teoria, la maschera di Mamoiada è da ricondurre alle invasioni moresche che si ebbero in Sardegna fino al 1600, infatti essi sarebbero i mori portati prigionieri in catene nelle vie del paese e gli issohadores che li guidano sarebbero i sardi vincitori.
Nel capoluogo esisteva una maschera molto simile a quella di Ottana chiamata sos boes de Nugoro ("i buoi di Nuoro") ormai andata in disuso da un oltre secolo.
Nei giorni del carnevale, come in qualunque festa solenne, era proibito lavorare. Era Martiperra che voleva così, e sebbene si trattasse di una festa pagana, guai al malcapitato che osava disobbedire. Martiperra punisce severamente chi non rispetta il suo giorno, che è di dolore e di sacrificio. Per questo a Ulassai si fa chiamare Martisberri e manda lancinanti dolori a chi lavora il martedì grasso, che per lui è giorno sacro, mentre con voce tonante grida:
Deu soi Martisberri, benniu soi po ti ferri!
A Gairo s'immaginava Martiperra come un grosso gatto, pronto a graffiare e lacerare le carni di coloro che il martedì grasso se la passavano a lavorare, anziché godersi la sua festa.  Il nome Martiperra si compone di due parole: Martis e Perra. Martis significa martedì e allude all'ultimo giorno di carnevale; ma Martis viene dal dio Marte, che ha imposto il suo nome al mese di marzo e che prima di trasformarsi nel dio della guerra, era Dioniso, dio della primavera. Perra è usato in Sardegna per indicare una “perra de pani”, la metà, una sfoglia di pane. Il nome ritorna in tante preghiere che si recitavano durante la siccità, quando la statua del santo protettore era portata in processione e immersa nel vicino corso d'acqua. A Urzulei si pregava cantando: A Urzulei si usano indifferentemente i termini maimones o mamuthones per indicare le maschere in genere, ma si distingue su mamuthone 'e bruvera, detto anche s'urcu, che viene pungolato e si butta a terra rotolandosi nella polvere. Questa maschera era sempre muta, carica di pelli e sonagli e non aveva corna. «Si muoveva come i mamuthones di Mamoiada. Si rotolava nella polvere e nel fango (s'imbrussinaiada) quando si avvicinava alle fontane» (D. Turchi). Forse con questo gesto davanti all'acqua che sgorga, si volevano accomunare i due elementi acqua-terra, fondamentali per la germinazione.

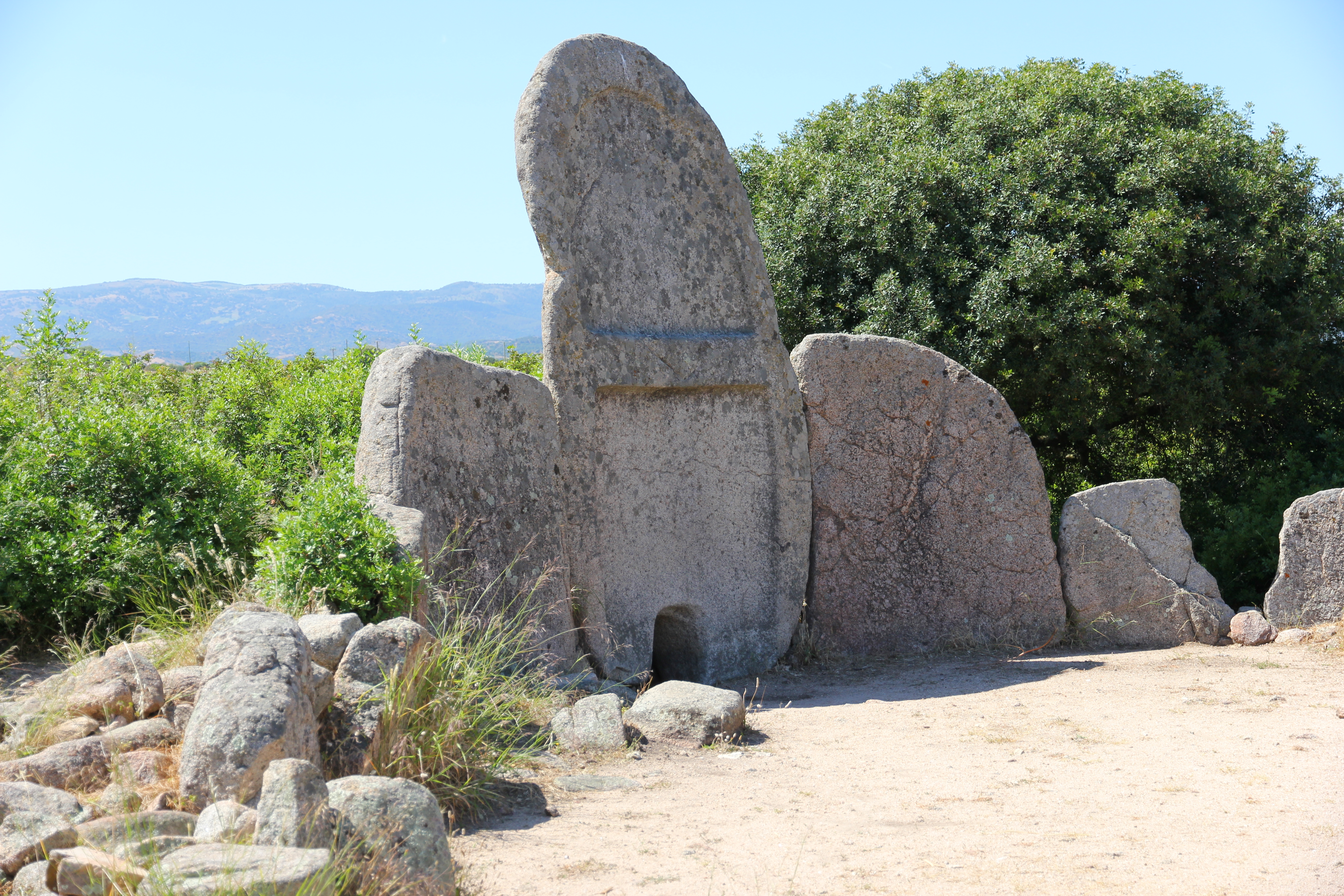
La tomba dei giganti di S'Ena 'e Thomes in territorio di Dorgali

Il carnevale di Ulassai è caratterizzato dalla questua in onore del fantoccio, su maimoni, e dalle varie maschere: sa ingrastula, ossia la madre del carnevale; su maimulu, personificazione del carnevale; l'orso, ursu o omini aresti, con i guardiani, omadoris; assogadoris, provvisti del laccio, sa soga; sa martinica, ossia la donna-uomo-scimmia che questuando disturba s'ingrastula, rubandole spesso e volentieri i doni della gente. L'ultimo giorno, il fantoccio è bruciato. A Barisardo, l'ultimo giorno di Carnevale termina con la recita della Cumedia sarda de Bari, in dialetto locale a sfondo campidanese, con la caratteristica paesana che raddoppia costantemente la "elle" (palladinu) e cambia la “di” in “erre” (frari invece di fradi). Il testo è tramandato oralmente dal popolo, che ne aspetta le immancabili battute. Il soggetto s'ispira alla tratta delle schiave, patema vissuto dal paese durante le infinite incursioni moresche. I personaggi sono il re turco, il re cristiano, su capitanu, s'ortulanu, la sua consorte chiamata sa filongiana, il pellegrino traditore dei cristiani, tre dame, sa dama de furriu, soldati turchi e cristiani, e il portabandiera chiamato norfelias.

## Geografia antropica

### Comuni
Appartengono alla provincia di Nuoro i seguenti 52 comuni:
- Aritzo
- Atzara
- Austis
- Belvì
- Birori
- Bitti
- Bolotana
- Borore
- Bortigali
- Desulo
- Dorgali
- Dualchi
- Fonni
- Gadoni
- Galtellì
- Gavoi
- Irgoli
- Lei
- Loculi
- Lodine
- Lodè
- Lula
- Macomer
- Mamoiada
- Meana Sardo
- Noragugume
- Nuoro
- Oliena
- Ollolai
- Olzai
- Onanì
- Onifai
- Oniferi
- Orani
- Orgosolo
- Orosei
- Orotelli
- Ortueri
- Orune
- Osidda
- Ottana
- Ovodda
- Posada
- Seulo
- Sarule
- Silanus
- Sindia
- Siniscola
- Sorgono
- Teti
- Tiana
- Tonara
- Torpè

### Comuni più popolosi
I primi 10 comuni della provincia di Nuoro ordinati per popolazione residente a novembre 2021 sono i seguenti:
| Pos. | Stemma | Comune     | Abitanti | Superficie | Altitudine   |
| ---- | ------ | ---------- | -------- | ---------- | ------------ |
| 1    |        | Nuoro      | 33 683   | 192,06 km² | 554 m s.l.m. |
| 2    |        | Siniscola  | 11 125   | 196,38 km² | 42 m s.l.m.  |
| 3    |        | Tortolì    | 10 964   | 40,29 km²  | 13 m s.l.m.  |
| 4    |        | Macomer    | 9 203    | 122,77 km² | 572 m s.l.m. |
| 5    |        | Dorgali    | 8 315    | 226,54 km² | 390 m s.l.m. |
| 6    |        | Orosei     | 6 803    | 91,00 km²  | 20 m s.l.m.  |
| 7    |        | Oliena     | 6 543    | 165,74 km² | 365 m s.l.m. |
| 8    |        | Lanusei    | 5 020    | 53,17 km²  | 595 m s.l.m. |
| 9    |        | Orgosolo   | 3 897    | 222,60 km² | 620 m s.l.m. |
| 10   |        | Bari Sardo | 3 797    | 37,43 km²  | 51 m s.l.m.  |

### Comuni principali
- Nuoro (capoluogo di provincia)
- Siniscola (centro principale della regione dell'alta Baronia)
- Tortolì (centro economico e centro principale dell'Ogliastra).
- Macomer (principale città del Marghine)
- Dorgali (importante centro turistico)
- Orosei (principale centro della regione della bassa Baronia e importante centro turistico)
- Lanusei (centro storico dell'Ogliastra)
- Fonni (importante centro della Barbagia)
- Orotelli (importante centro della Barbagia)
- Orani (centro di importanza storica, sede dell'omonimo Marchesato sino al 1843, di cui le encontrade di Nuoro, Bitti e Gallura facevano parte)
- Galtellì (centro di importanza storica, sede diocesana sino al 1928)
- Sorgono (centro principale della regione della Barbagia del Mandrolisai).
- Jerzu (importante centro dell'Ogliastra)

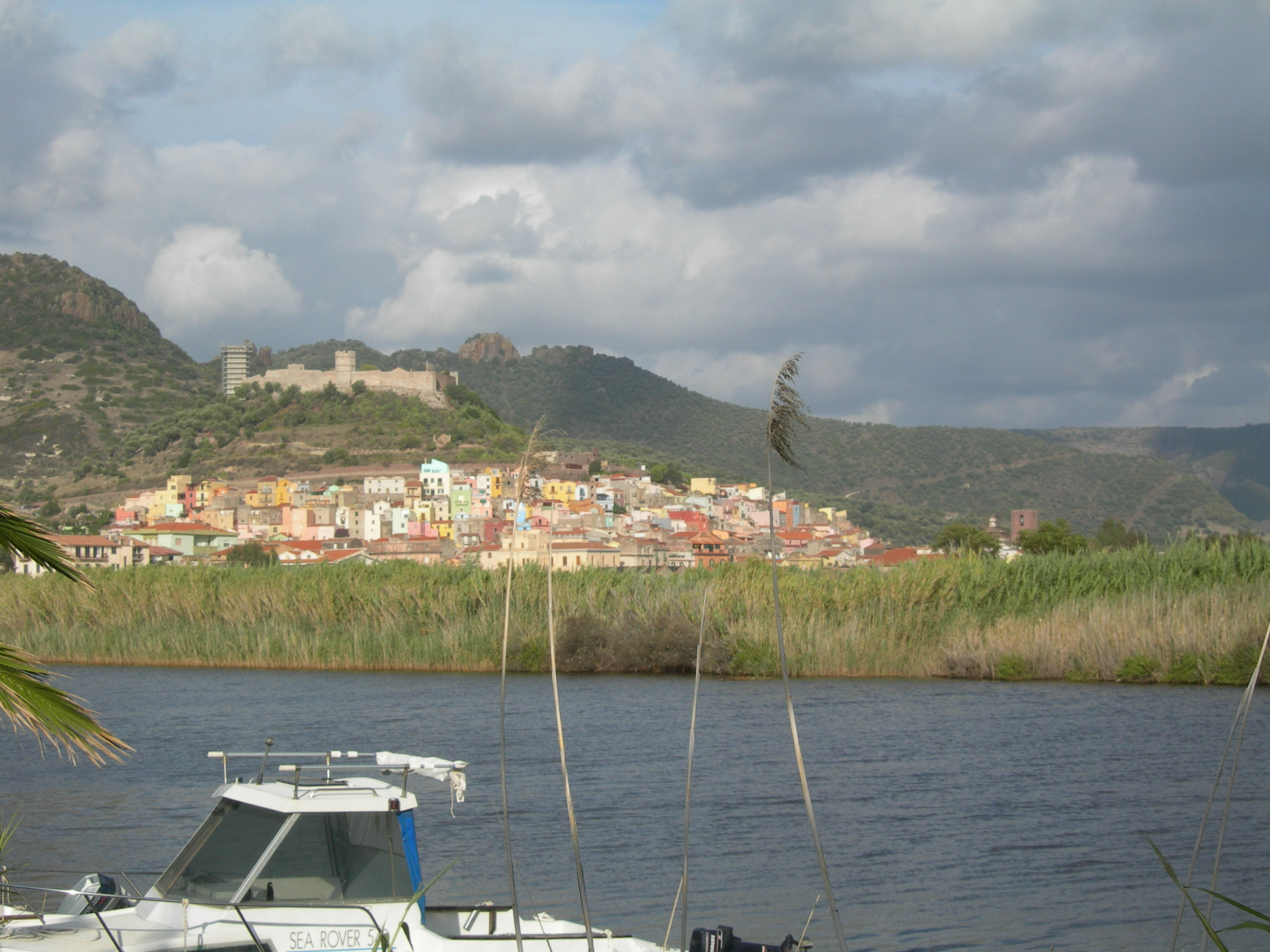
Il castello e la città vecchia di Bosa.

### Passati ad altre province
- Bosa (centro principale della regione della Planargia passato alla provincia di Oristano nel 2005)
- Isili (centro principale della regione del Sarcidano, passato alla provincia di Cagliari nel 2005 e alla provincia del Sud Sardegna nel 2016)
- Cuglieri (centro principale della regione Montiferru, passato alla provincia di Oristano nel 1974, anno della sua istituzione)

### Diocesi della provincia

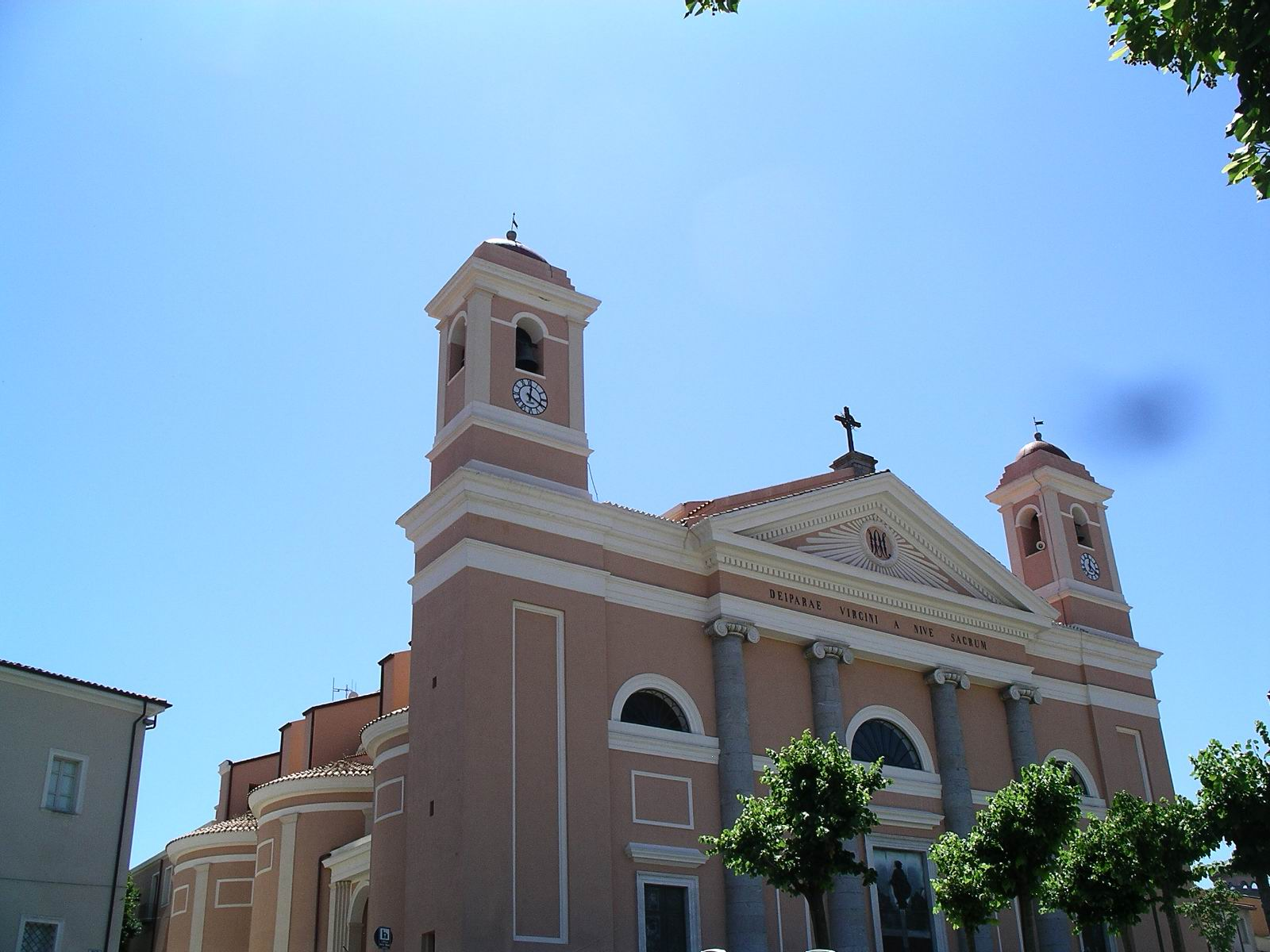
La cattedrale di Santa Maria della Neve

La provincia di Nuoro è divisa in 6 diocesi: il Nuorese, la Baronia e una parte della Barbagia di Ollolai appartengono alla diocesi di Nuoro, a est il Marghine appartiene alla diocesi di Alghero-Bosa, a sud-est i paesi del Mandrolisai, della Barbagia di Belvì e una parte della Barbagia di Ollolai appartengono all'arcidiocesi di Oristano, l'Ogliastra e un comune della Barbagia di Seùlo appartengono alla diocesi di Lanusei, il piccolo comune di Osidda appartiene alla diocesi di Ozieri.

## Amministrazione

### Elenco dei presidenti
Al primo prefetto del capoluogo barbaricino Ottavio Dinale si succedettero, in ordine cronologico, a partire dal 1928, i seguenti presidenti: Silvestro Ales, Vincenzo Arangino, Francesco Bandino, Antonio Senes, Simone Naitana, Sebastiano Puligheddu, Pietrino Monni, Giosuè Ligios, Salvatore Murgia, Gianfranco Putzu, Giovanni Nonne, Giannetto Visentini, Mario Cheri, Tonino Orrù, Giannino Deplano, Antonio Colli, Salvatore Angelo Piras, Francesco Achille Crisponi, Federico Caredda, Giuseppe Matteo Pirisi, Francesco Maria Licheri e Roberto Deriu.

### Sede
La sede della Provincia di Nuoro è situata in Piazza Italia n.22 in un palazzo costruito negli anno '70. Precedentemente, invece, si trovava presso corso Garibaldi fin dalla sua istituzione nel 1927. Nella vecchia sede, attualmente è presente il Museo di arte moderna.
Recentemente la provincia si è dotata di nuovi locali siti in via Santa Barbara a Nuoro presso l'ex caserma dei Vigili del Fuoco, dove ha potuto sistemare l'assessorato al lavoro e quello all'agricoltura.

## Economia
Nel nuorese e nella provincia estese superfici sono dedicate alle colture orticole. Spiccano anche le produzioni di pomodoro e verdura in genere, nonché la vite. Anche le produzioni orticole rappresentano un importante anello dell'economia della provincia. Si coltivano anche alberi da frutta, agrumi e l'ulivo. Va inoltre ricordata la produzione viticola, con il vitigno tipico della provincia di Nuoro, il Cannonau, mentre nella Planargia il vitigno tipico è la malvasia.

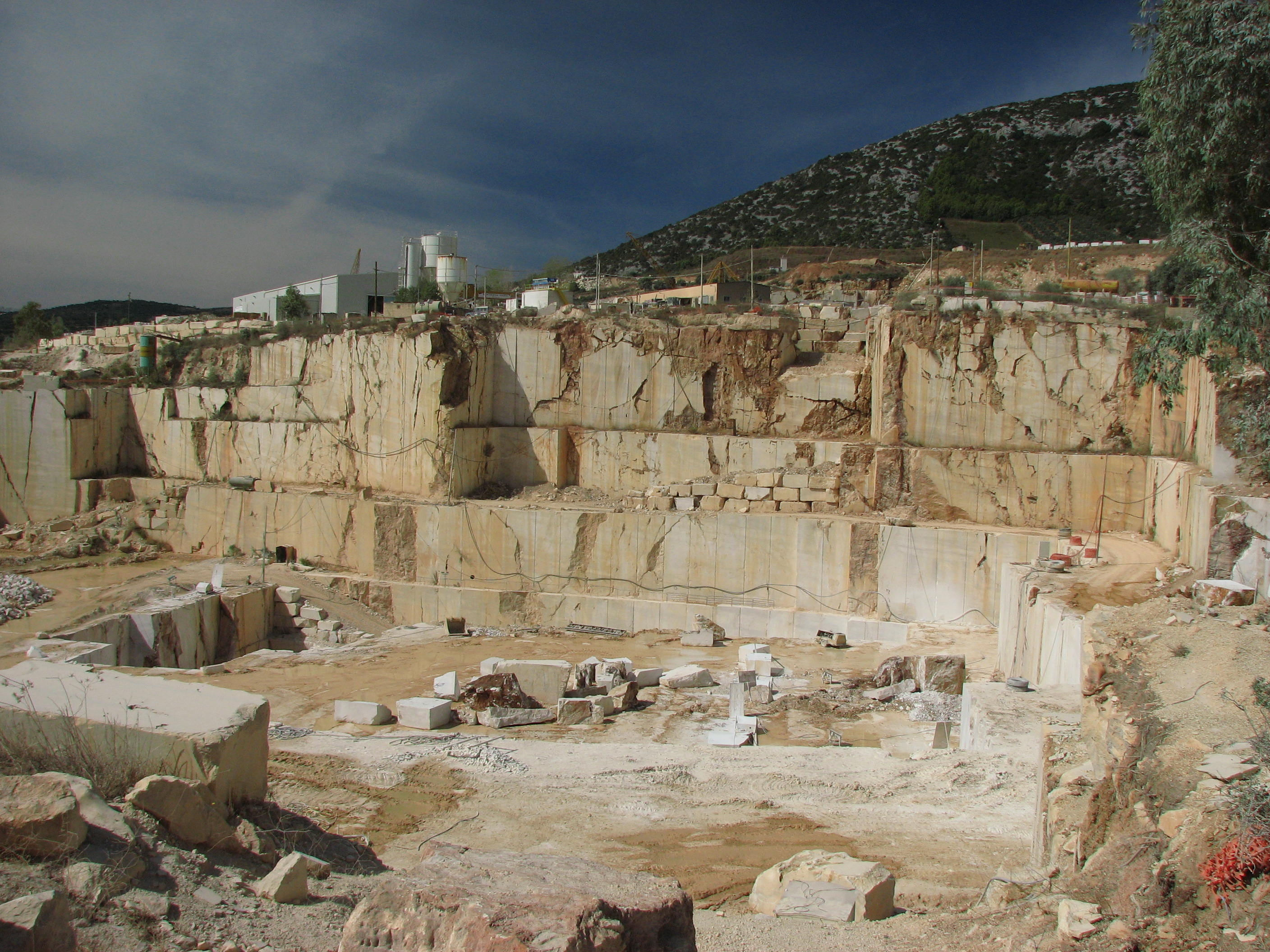
Estrazione del marmo a Orosei.

Per quanto riguarda l'allevamento la zona della Barbagia è nota per quello vaccino, con la presenza di un impianto di raccolta e confezionamento del latte prodotto, proveniente dalle aziende agricole della zona. Anche l'allevamento ovino rappresenta un settore importante per l'economia della provincia, e la presenza di impianti di trasformazione del latte in formaggi. Importanti sono le diverse aziende che operano nel settore agroalimentare nella zona del Marghine, in particolare dedite alla trasformazione del latte in prodotti caseari e alla lavorazione delle carni. Particolare importanza riveste anche l'allevamento del cavallo, in Ogliastra invece è diffuso l'allevamento delle capre.
Anche l'industria è sviluppata, ma non sono mancati casi di industrie andate in chiusura. Le maggiori si trovano a Ottana, Macomer, Arbatax e a Nuoro. In Baronia, in Ogliastra e nel Dorgalese si trovano le industrie turistiche più famose, e nella provincia sono attive anche delle miniere di estrazione del talco a Orotelli, del marmo a Orosei e del piombo zinco a Lula. Importante l'artigianato sviluppato intorno alle lavorazioni tradizionali del legno, dei tappeti, dei cestini sardi, e delle ceramiche artistiche apprezzate in tutto il mondo.

### Turismo

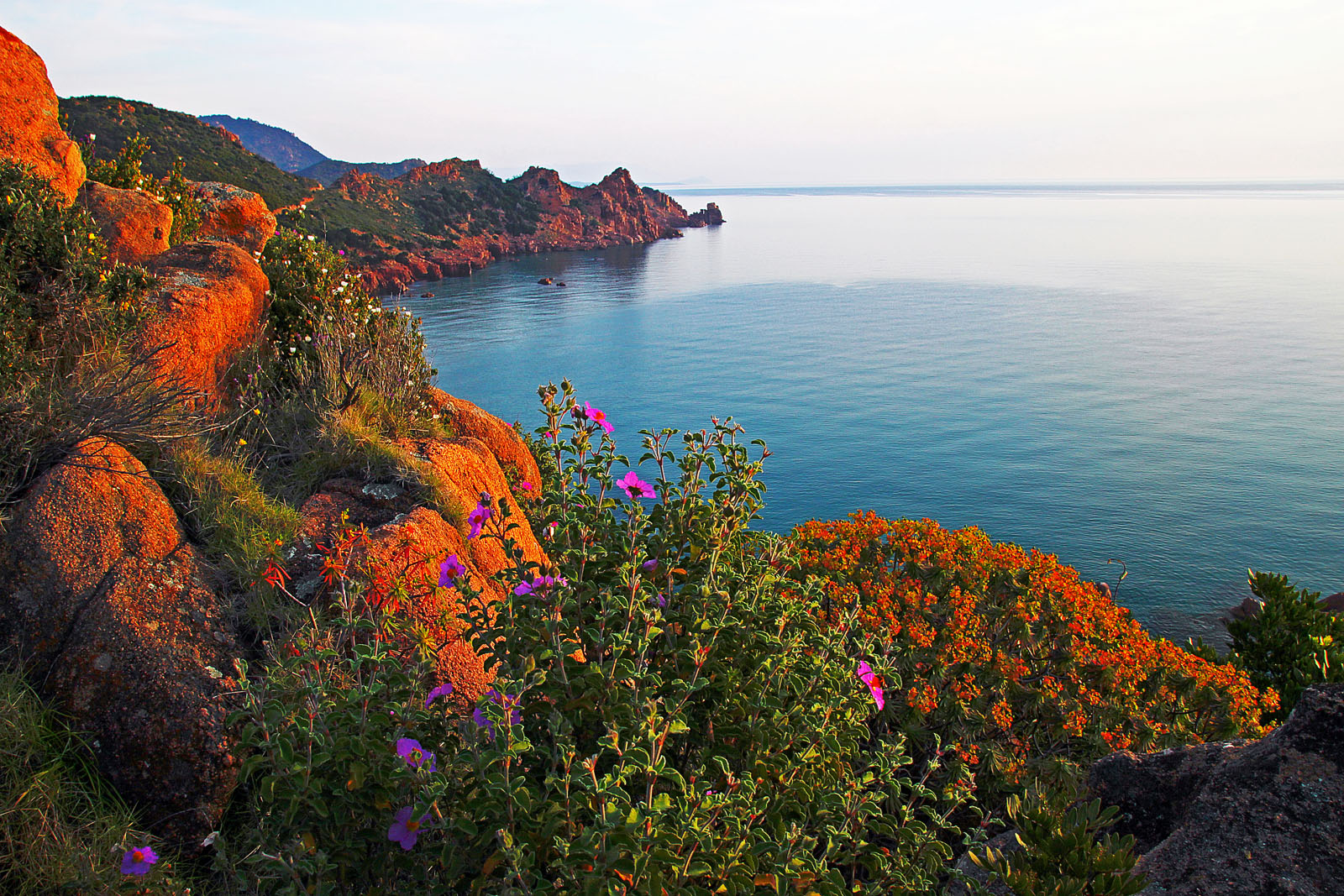
La spiaggia di Coccorocci

Il turismo nella provincia ha carattere prevalentemente estivo. Lungo la costa si trovano numerose località turistiche, tra le quali La Caletta di Siniscola, la marina di Orosei, Cala Gonone, Santa Maria Navarrese, Arbatax, il lido di Orrì la marina di Cea a Tortolì, e Capo Comino. Il golfo di Orosei in generale offre stupende spiagge. Numerose spiagge si alternano alle falesie rocciose. Le zone costiere offrono anche la possibilità di visitare i numerosi stagni come quello di Orosei ove è possibile praticare anche la pesca. Nelle zone interne della Barbagia e del Mandrolisai si trovano foreste e boschi. Una meta preferita dai turisti sono i monti del Gennargentu e il monte spada a Fonni provvisto di impianto di sci attrezzato. A Lollove si può ammirare il borgo secolare immerso nel silenzio e a Olzai e Tiana i mulini che un tempo utilizzavano la forza delle acque per movimentare le macine. A Tiana inoltre è presente l'unico esemplare di gualchiere ancora esistente in Europa, che veniva utilizzata per la lavorazione dell'orbace, il tessuto con cui si producevano anche costumi tipici e divise. Presso il lago di Gusana è possibile praticare il canottaggio.
Nella catena montuosa del Marghine, in territorio di Bolotana, è presente la foresta di Badde Salighes, importante luogo naturalistico con all'interno la meravigliosa Villa Piercy, luogo visitato da turisti e curiosi e sede di numerosi convegni e giornate naturalistiche. Nei pressi di Badde Salighes si trova anche il sito di Santa Maria de Sauccu, e i ruderi del villaggio di Padru Mannu e della sua Chiesa in stile anglicano dedicata al Sacro Cuore, recentemente restaurata.

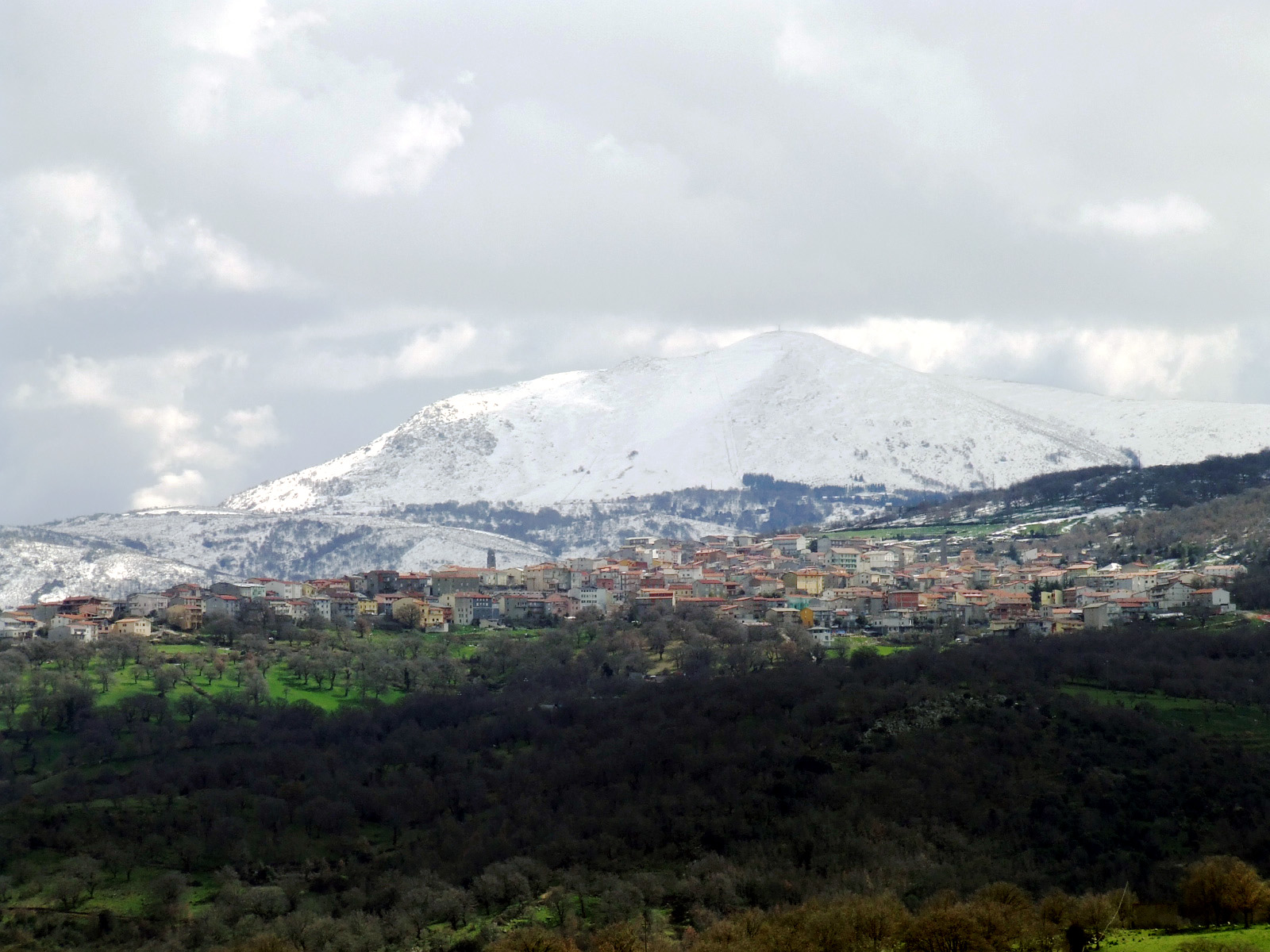
Fonni e il Monte Spada innevato

Nella costa soprattutto a Cala Gonone e Baunei sono presenti numerose grotte da poter visitare come la celebre grotta del Bue Marino. Di recente il paese di Ulassai è diventato un borgo turistico molto importante, al suo interno oltre a diverse strutture ricettive, sono presenti la Grotta di Su Marmuri, la Stazione dell'arte, il Museo all'aperto Maria Lai e dal 2021 il CAMUC, tra l'altro dagli anni Novanta, nelle montagne del paese si è sviluppato il più grande numero di chiodate dell'arrampicata sportiva in Sardegna. Sono presenti strutture alberghiere presso tutte le località turistiche e nei paesi dell'interno è possibile soggiornare in bed and breakfast o piccoli hotel.

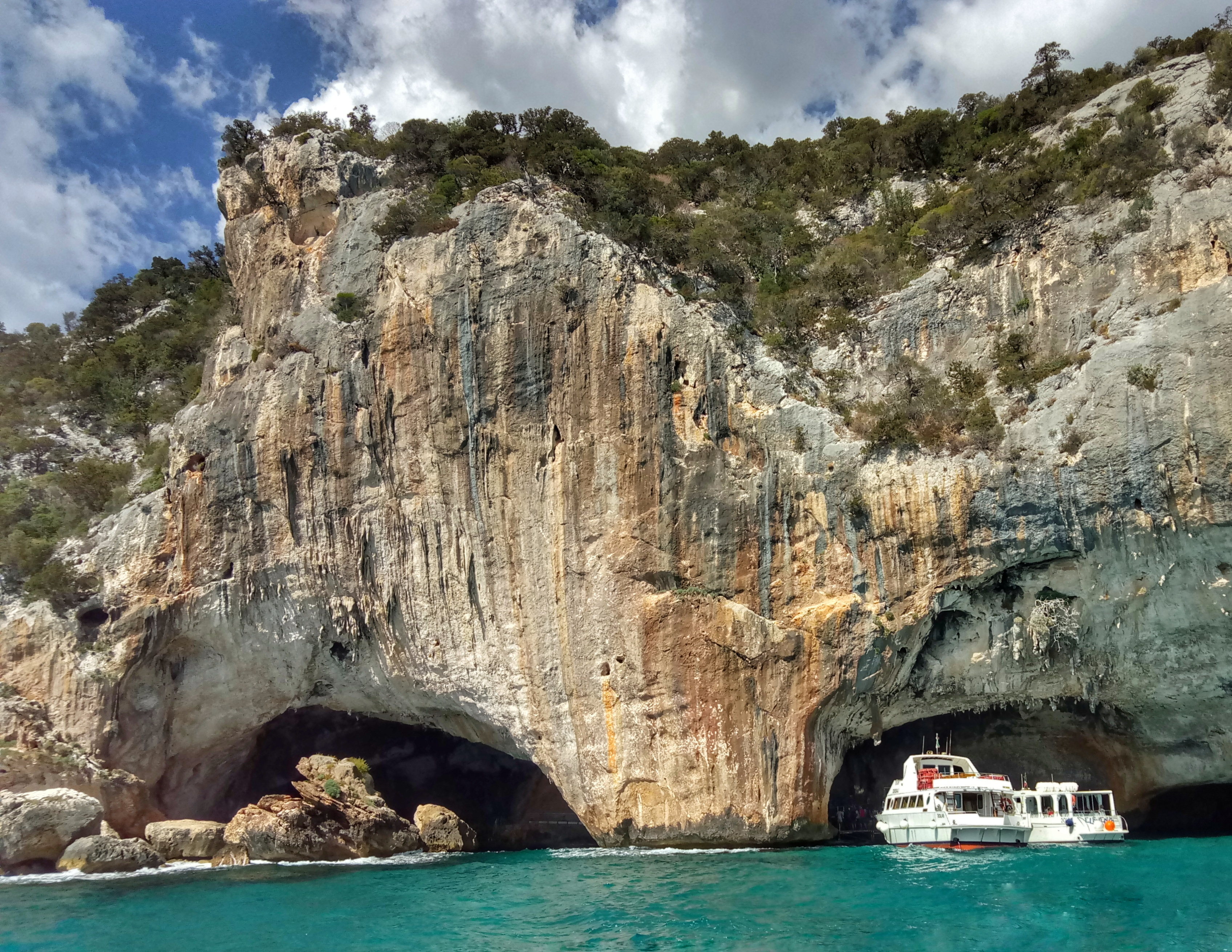
L'ingresso delle famose grotte del Bue Marino sulla costa di Cala Gonone.

## Infrastrutture e trasporti
Il territorio della provincia è attraversato dalla Strada statale 389 SSV Nuoro-Lanusei, che collega Nuoro a Lanusei, e attraversata in parte dalla Strada statale 131 d.c.n. che collega il centro Sardegna con Olbia passando per Nuoro e Siniscola. Altri importanti tronchi stradali sono la strada statale 128 Centrale Sarda (SS 128), la più rapida e antica via di collegamento del cuore della Sardegna, che inizia da Monastir e termina ad Oniferi, e la Strada statale 125 che inizia da Cagliari, attraversando la costa orientale della Sardegna, in direzione Palau. Altre importanti strade statali sono a Suni con la SS129 bis che porta a Bosa, e la SS388, che collega Oristano con Sorgono. Numerose altre strade secondarie sono gestite dalla Provincia e collegano tra loro tutti i comuni.
La rete ferroviaria è rappresentata dalla ferrovia a scartamento ridotto, gestita dall'ARST, che collega Nuoro con Macomer e dalla Dorsale Sarda delle Ferrovie dello Stato Italiane che attraversa la provincia nella sua parte occidentale collegando i comuni serviti con Cagliari, Sassari, Olbia e altri centri dell'isola. Un'ulteriore ferrovia a scartamento ridotto, sempre gestita dall'ARST, è aperta al solo traffico turistico ed è percorso occasionalmente dal caratteristico Trenino Verde, che collega Macomer con Bosa Marina.
In Ogliastra si snoda il tratto finale della Mandas-Arbatax, utilizzata per i servizi turistici del Trenino Verde e sempre gestita dall'ARST.
Le infrastrutture portuali di tipo turistico sono quelle di La Caletta di Siniscola, Orosei e Cala Gonone. Tutti i porti sono dotati dei servizi di energia elettrica, acqua, meteo, e raccolta dei rifiuti, il carburante e l'assistenza meccanica, elettrica, elettronica e cantieristica.

## Cultura

### Musei

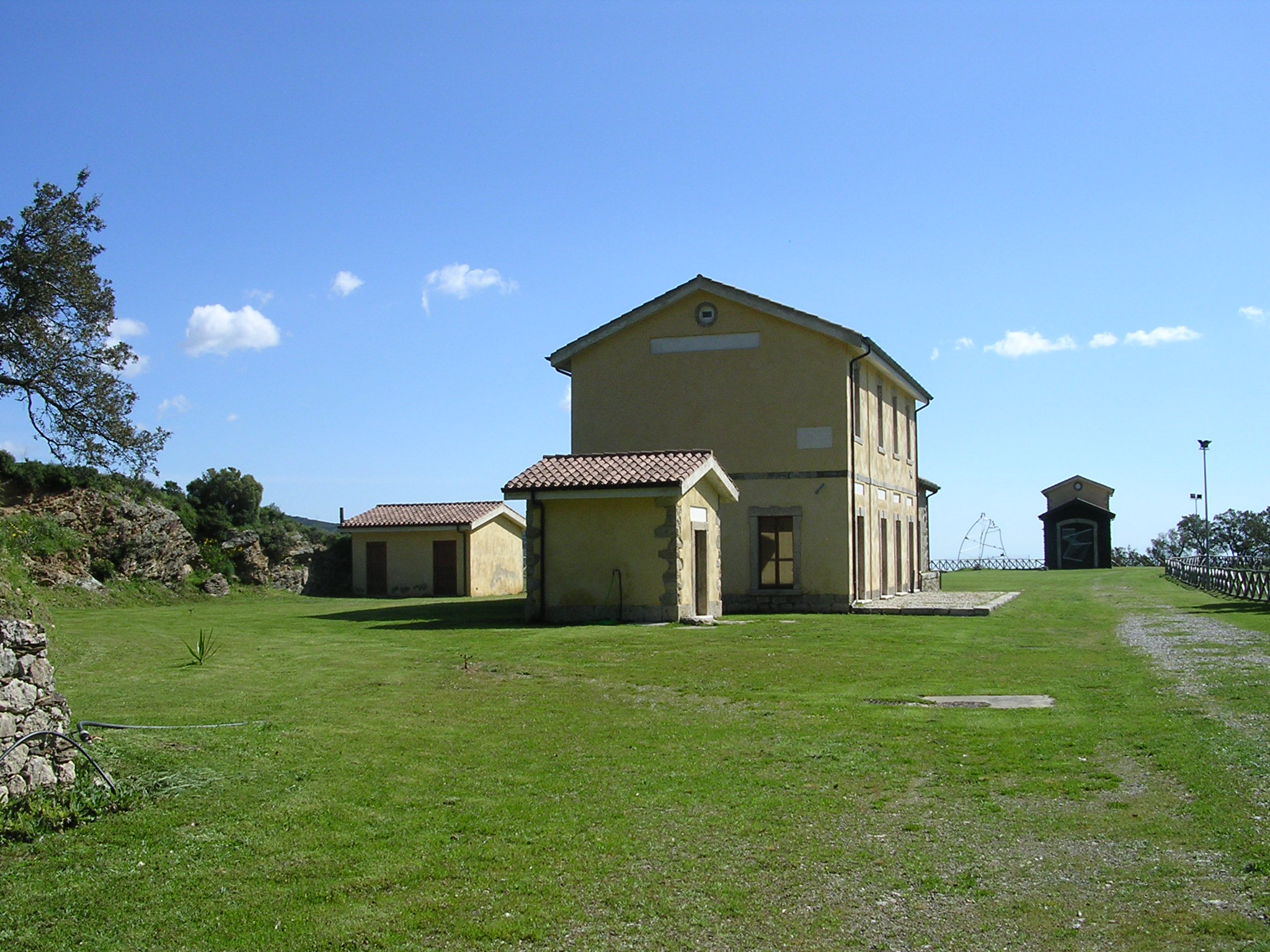
Museo Stazione dell'arte di Ulassai

- Parco museo S'Abba frisca Dorgali-Cala Gonone
- Museo archeologico nazionale di Nuoro
- Museo delle maschere mediterranee Mamoiada
- Museo del costume Nuoro
- Museo d'arte della provincia di Nuoro
- Museo Diocesano Lanusei
- Museo delle scienze naturali Belvì
- Museo Nivola Orani
- Casa-museo Nanni Guiso Orosei
- Museo della civiltà contadina
- Museo archeologico nazionale di Teti
- Museo Salvatore Fancello Dorgali
- Museo etnografico Montanaru Desulo
- Stazione dell'arte Ulassai.
- Museo all'aperto Maria Lai Ulassai.
- Museo MACLula Lula

### Enogastronomia

#### Prodotti tipici

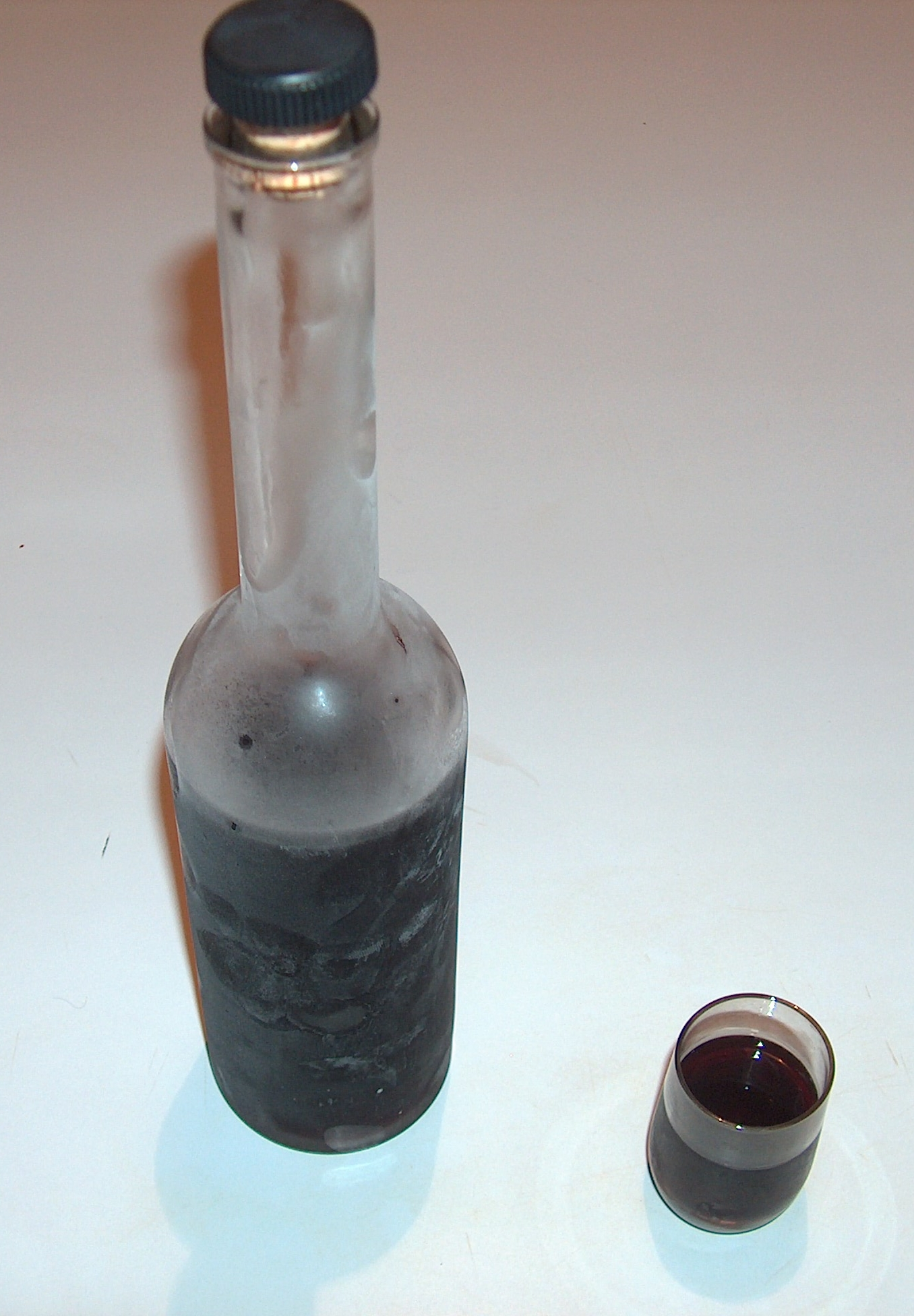
Liquore di mirto tipico del Nuorese

In provincia di Nuoro la gastronomia è molto varia e saporita. Dai paesi dell'interno a quelli della costa, e vicini al mare è possibile assaporare le portate di piatti di terra e di piatti di mare più varie. Si va dalla pasta fresca fatta in casa, come i famosi malloreddos e i ravioli, ai culurgiones ogliastrini. Particolari i gattuillis prodotti a Villagrande e le coccoi prenas ogliastrine. Vengono poi i piatti di mare a base di pesce e crostacei e per finire gli arrosti di porcetto, agnello, ottima la carne di capra tipica di Urzulei e Baunei arrostita o in umido e la famosa corda (detta anche cordedda) cotti sulla brace e aromatizzati con il mirto (murta), per il pesce esistono differenti modi di servizio e di cucina. Da menzionare inoltre i formaggi tipici fatti con latte di pecora e capra, questi ultimi tipici dempre della zona del supramonte ogliastrino,a Triei e Baunei si produce il caglio si capretto affumicato e il famoso casu acedu. Altri piatti prelibati vengono preparati utilizzando come ingrediente il Fagiolo tianese.
Ottimi i vini prodotti dai privati e dalle cantine sociali (Mamoiada, Dorgali, Sorgono, Tortolì, Jerzu, Oliena). Ottimi i salumi prodotti dai salumifici e dai privati nei vari paesi vale la pena citare prosciutti salsicce, grandula (guanciale), lardo e salami, anche per quanto riguarda i dolci e i tipi di pane prodotti la scelta e molto varia, si va dal pane carasau al pane e gherda (pane con pezzettini di carne di maiale) il pistocu e su civraxiu prodotto con le patate in Ogliastra, il moddizzosu di Dorgali. Tra i dolci vanno citati i pabassinos, il pane e saba, le tilicche (tiliccas), le casadine dolci (casadinas durches) o formagelle gli amaretti, il pistiddu (specie di pane ripieno di vino cotto- sapa), sos chiricchittos, sos sospiros (sospiri), le orillette carnevalesche, le pardule, le zeppole. La produzione dolciaria di Oliena è molto rinomata per quanto riguarda i prodotti a base di mandorla, fra cui non si possono dimenticare le meliheddas. I liquori prodotti sono anch'essi vari: si va dal mirto, al limoncello e alle creme di melone di mirto, di limone, di liquirizia e alla tradizionale acquavite (abbardente); a Siniscola si produce inoltre il famoso liquore dal frutto della pompia.